# Jean Plaskie
Jean Plaskie est un footballeur belge né le 24 août 1941 à Laeken et mort le 18 septembre 2017 à Strombeek-Bever,.
Il a été défenseur au Sporting d'Anderlecht et en équipe de Belgique dans les années 1960.

## Palmarès
- International belge A de 1964 à 1971 (33 sélections)
- premier match international: Belgique-Pays-Bas, 0-0, le 22 mars 1964
- Champion de Belgique en 1965, 1966, 1967 et 1968 avec le RSC Anderlecht